# Pałac w Korytowie
Pałac w Korytowie (niem. Schloss Koritau) – zabytkowy pałac w Korytowie – wsi sołeckiej w Polsce, w województwie dolnośląskim, w powiecie kłodzkim, w gminie Kłodzko
Pałac wzniesiony w 1711 przez Antona von Hartiga według projektu Jakoba Carovy i rozbudowany na początku XIX wieku. W przeszłości był jedną z piękniejszych rezydencji na ziemi kłodzkiej, obecnie jest nieużytkowany.

## Historia
Pierwsze wzmianki o rezydencji w Korytowie pochodzą z XVI wieku, budynek ten strawił pożar w 1585 roku. Obecnie istniejący pałac został wzniesiony w roku 1711 przez Antona von Hartiga (1681–1754) według projektu włoskiego architekta Jakoba Carovy. Na początku XIX wieku do bryły pałacu dobudowano oficynę mieszkalną, w tym samym stuleciu obiekt był remontowany. W roku 1945 pałac został uszkodzony.
Decyzją wojewódzkiego konserwatora zabytków z dnia 18 września 1981 pałac został wpisany do rejestru zabytków. Latem 2014 roku pałac stał się siedzibą nowo utworzonej Fundacji Ochrony Dziedzictwa Kulturowego Hrabstwa Kłodzkiego. W grudniu 2014 roku na skutek problemów finansowych właściciela obiekt wystawiono na licytację komorniczą. Obecnie (w roku 2016) budynek jest nieużytkowany.

## Architektura
Pałac w Korytowie jest barokową budowlą dwutraktową wzniesioną na planie wydłużonego prostokąta. Bryła jest nakryta dachem czterospadowym i posiada dwie kondygnacje. Elewacje budynku są bogato zdobione i podzielone lizenami podtrzymującymi płaski gzyms. Wewnątrz są dwie sienie przelotowe z zachowanymi sklepieniami. Na fasadzie są dwa podobne do siebie półkoliste portale z boniowanymi pilastrami, zwieńczone wydatnymi gzymsami z maszkaronami i kartuszami herbowymi. Na tylnej ścianie budynku są dwa kolejne portale, znacznie skromniejsze.
Do pałacu przylega park o powierzchni 6,7 ha, w którym rosną stare dęby, buki, graby i sosny wejmutki.

## Galeria

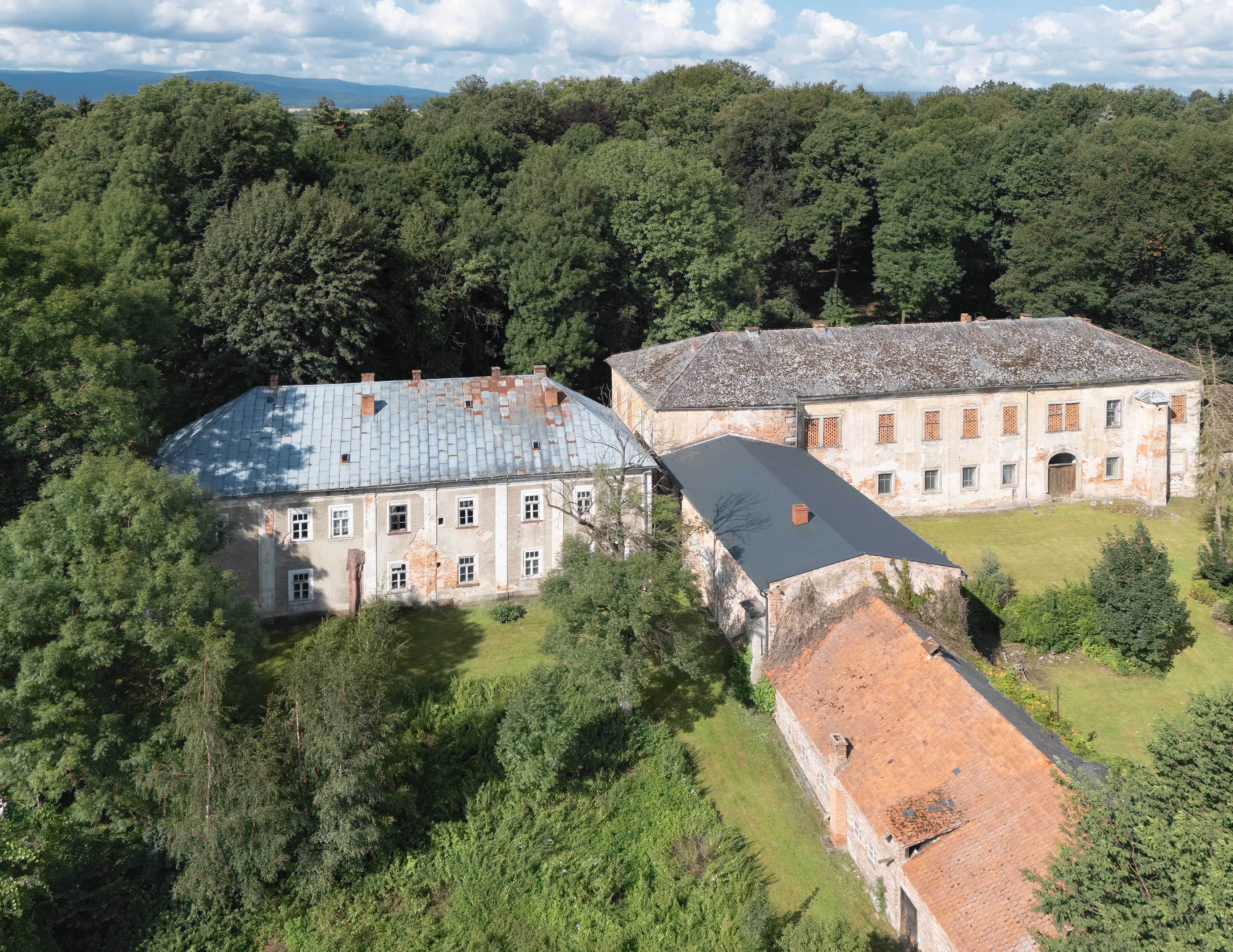
Pałac wraz z folwarkiem
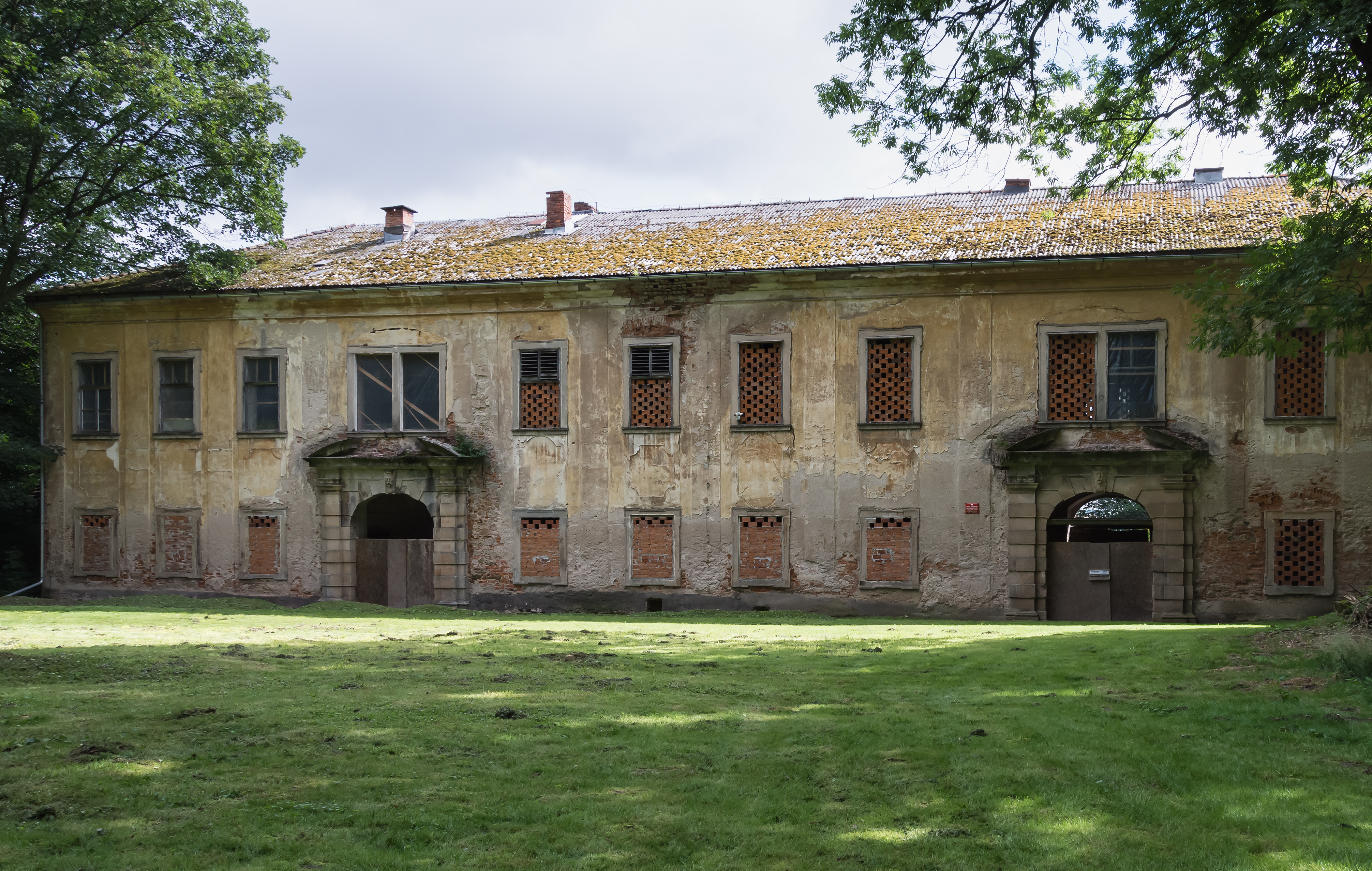
Pałac od zachodu
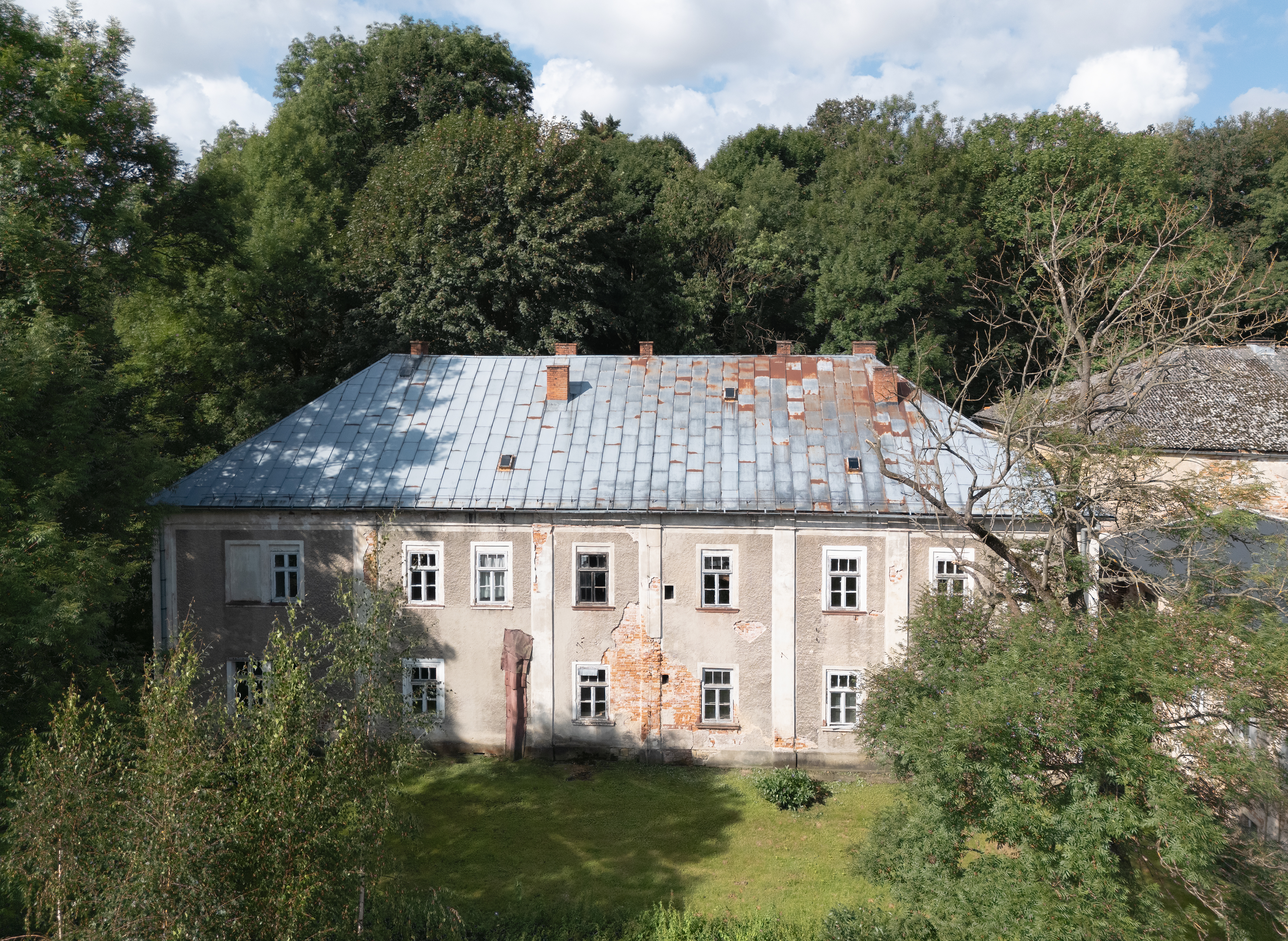
Oficyna
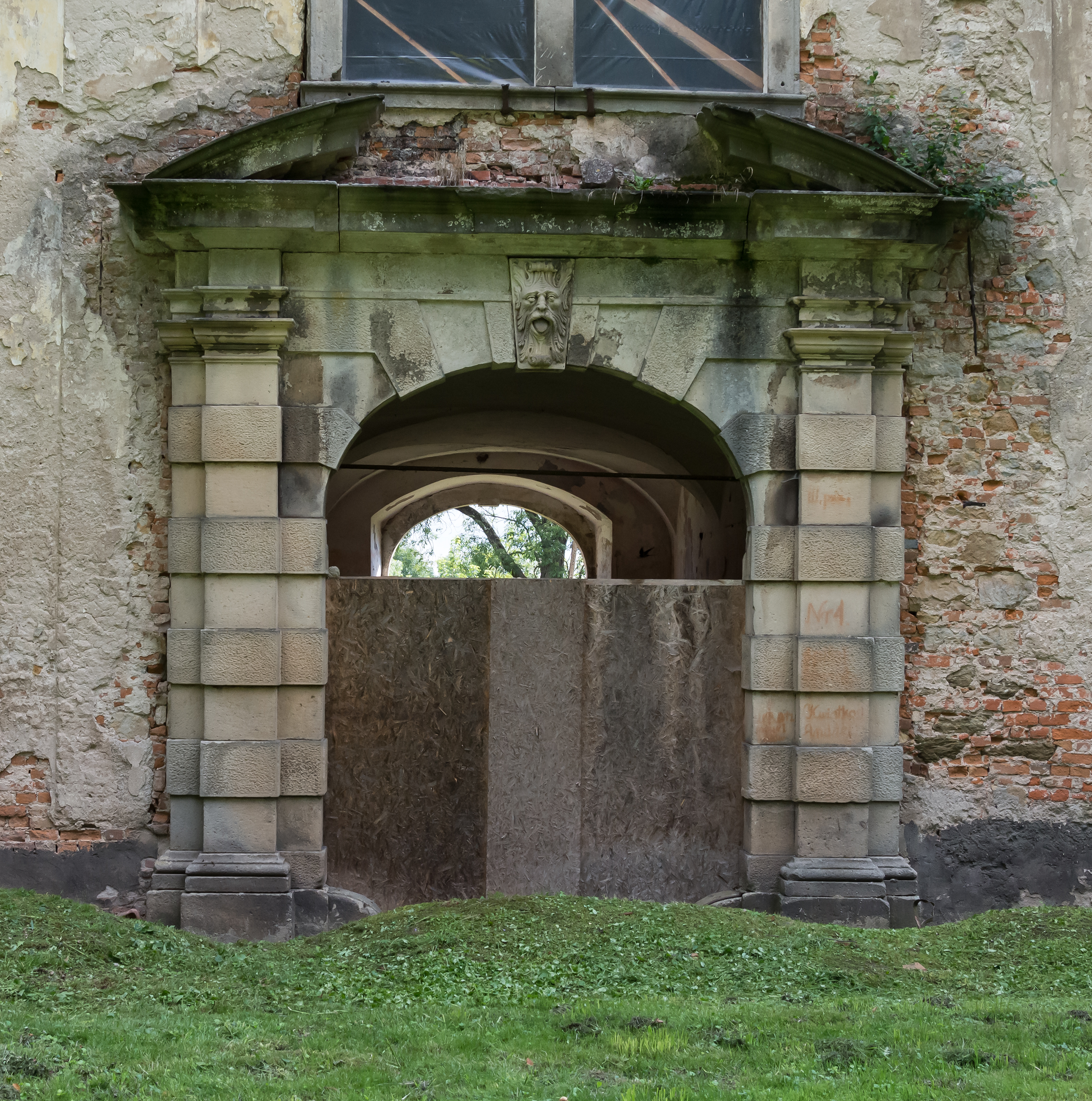
Portal
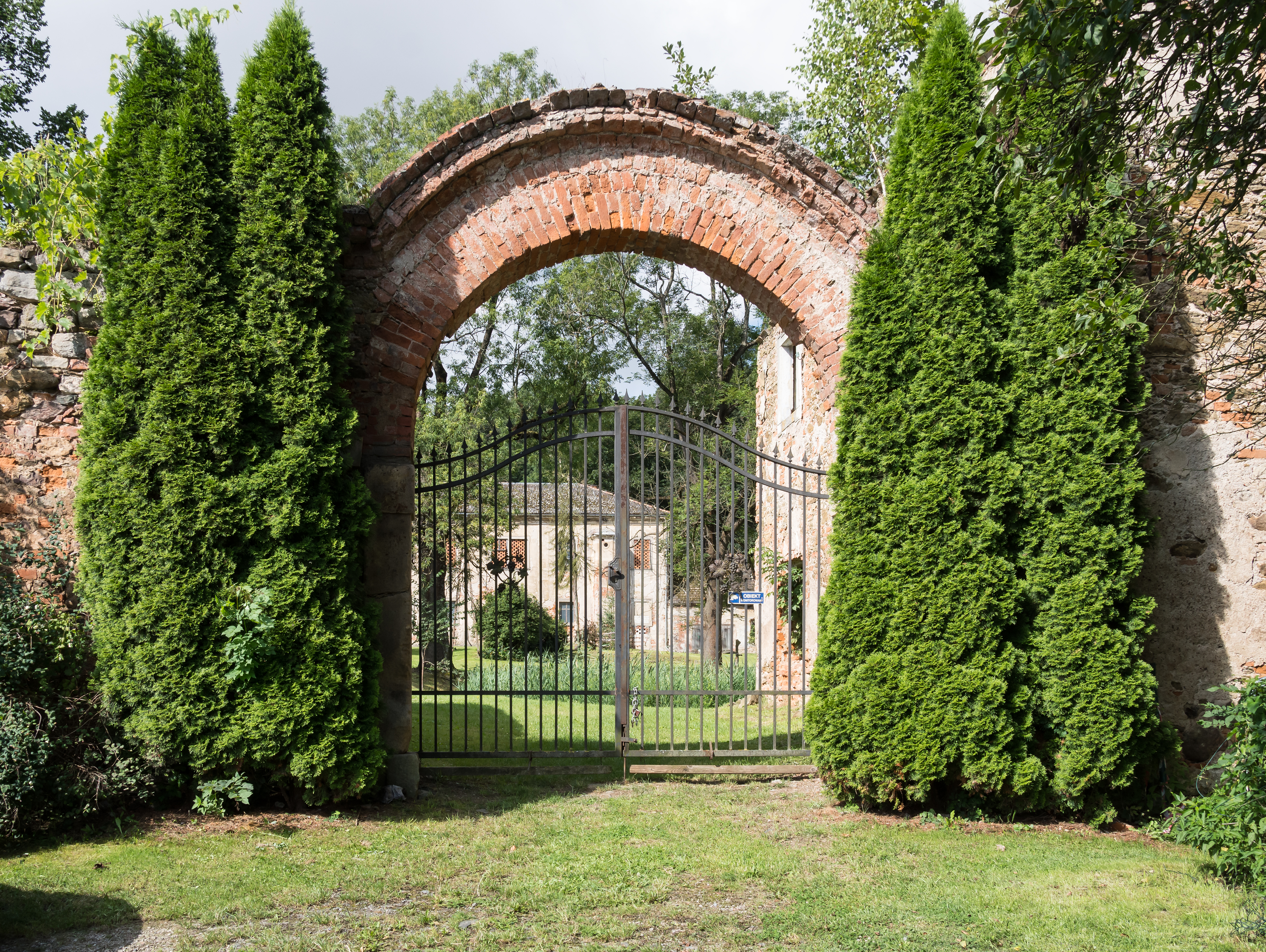
Główna brama
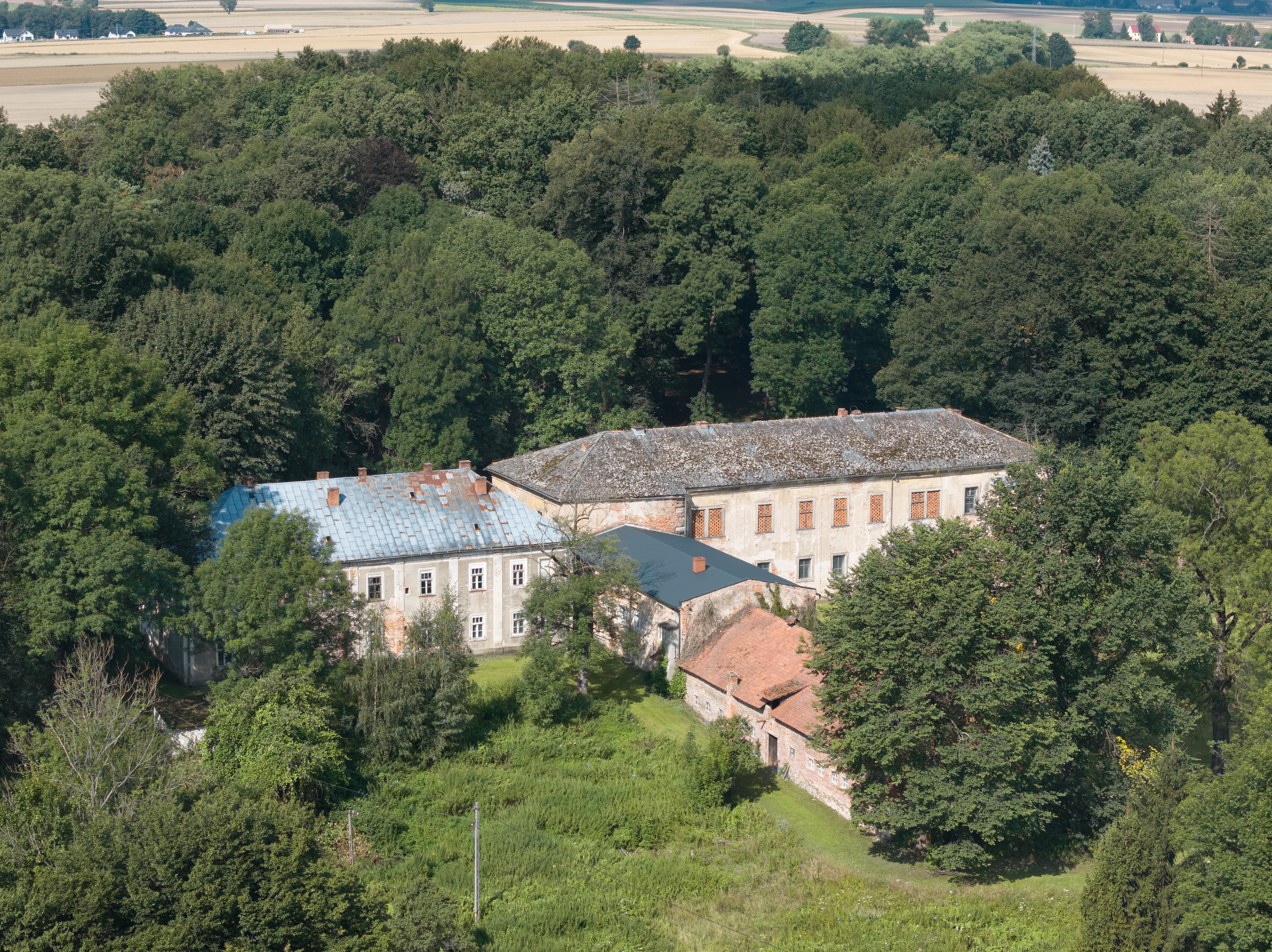
Pałac wraz z parkiem
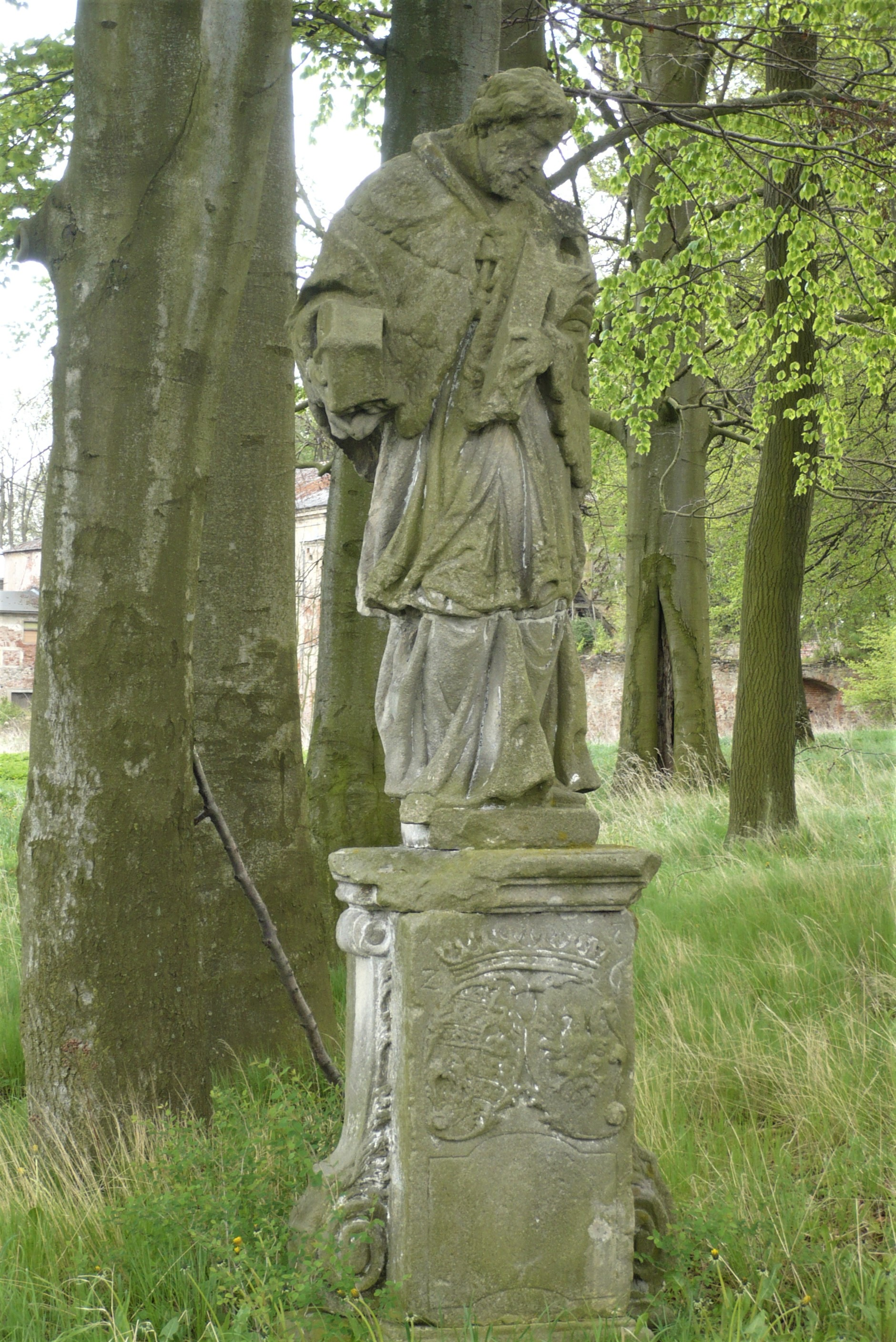
Nepomuk w parku pałacowym
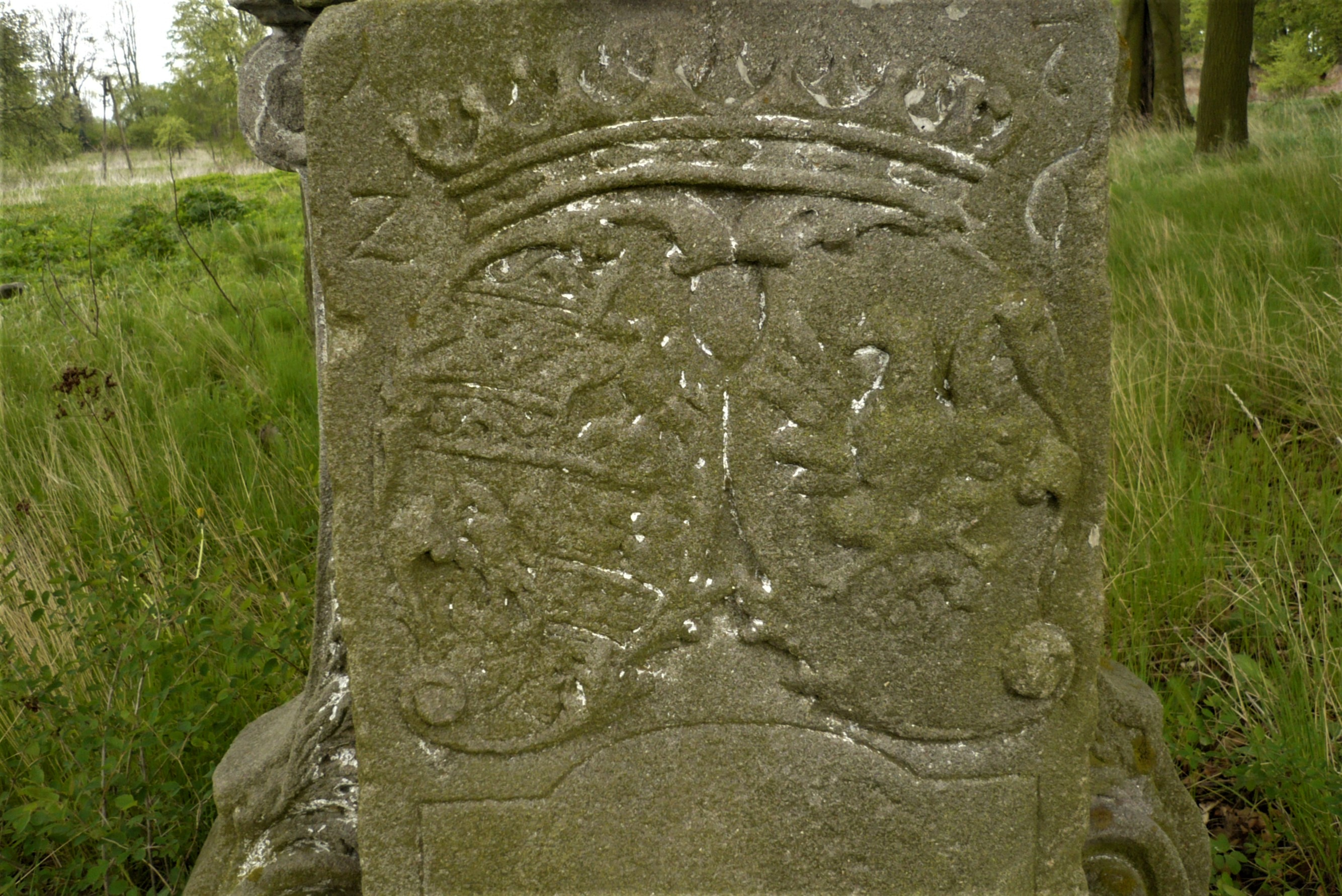
Herby: von Hartig, L Kolowrat-Krakowsky, P[a]
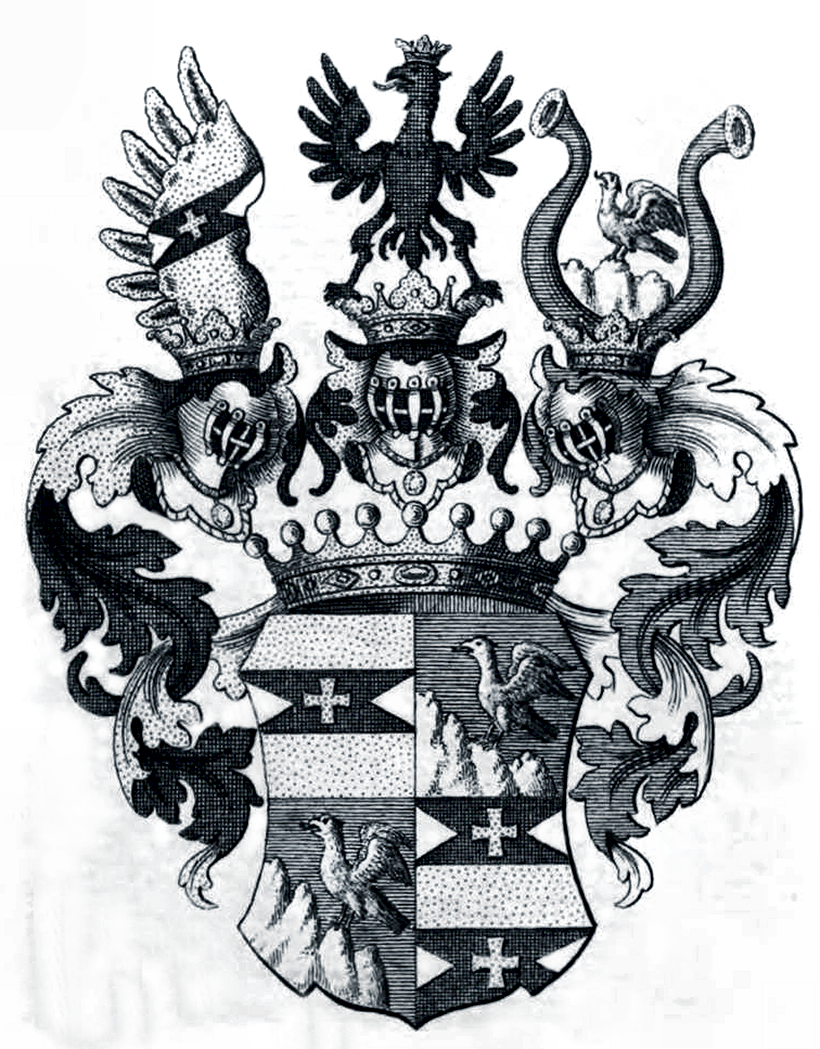
Herb von Hartig (1719)
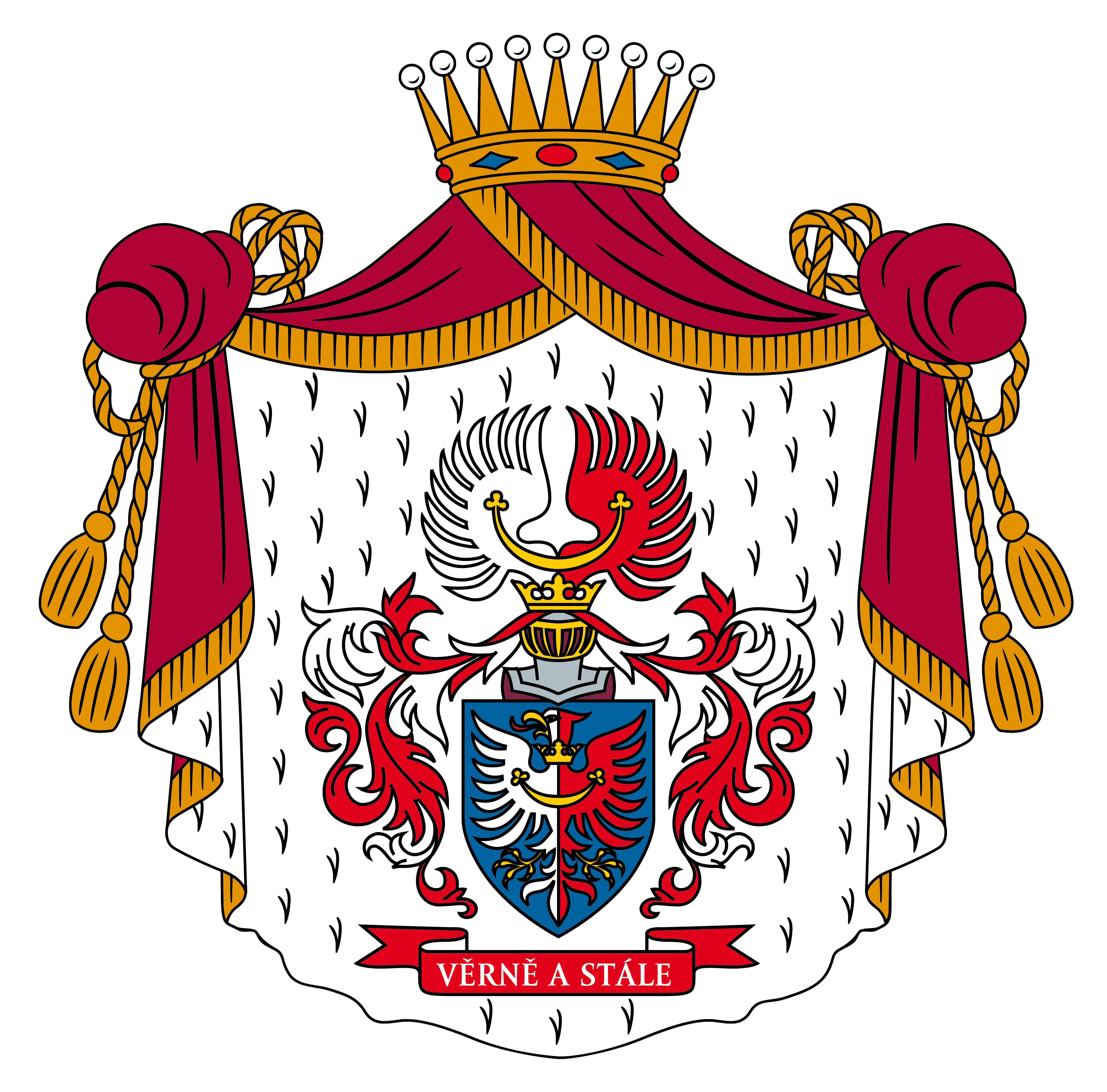
Herb von Krakowský z Kolowrat